# Побиття немовлят

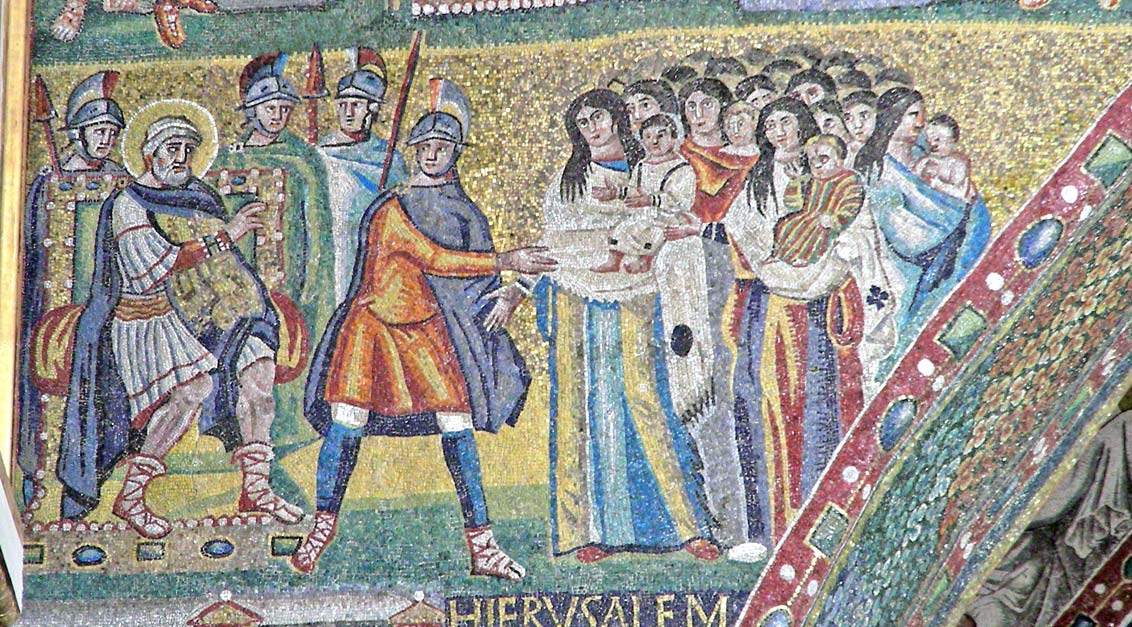
Мозаїка у базиліці Санта-Марія-Маджоре

Побиття немовлят — вбивство всіх новонароджених дітей чоловічої статі у Вифлеємі за наказом царя Ірода, щоби знищити Ісуса. Подія передана у різдвяній історії Євангелія від Матвія (Мт 2:16-18).

## Біблійна розповідь
У другому розділі Євангелія від Матвія (Мт 2) в рамках розповіді про народження Ісуса Христа у Вифлеємі повідомляється про поклоніння новонародженому мудрецями (пізніше помилково названими Трьома царями) зі Сходу. Мудреці, побачивши на небі нову зірку, витлумачили це як ознаку народження царя, та вирушили до царя Ірода в Єрусалим, столицю Юдеї, аби вшанувати новонародженого. Ірод, занепокоєний появою потенційного суперника, доручив первосвященникам і книжникам дізнатися де це сталося. Ті, згідно з пророцтвом, повідомили, що новий цар мав народитися у Вифлеємі. Вифлеєм вважається містом Давида, якому Бог обіцяв, що його нащадки успадкують престол навіки (2 Сам. 7:16). Цим Євангеліст Матвій робить зв'язок із першим розділом, у якому походження Ісуса простежується до Давида через Йосипа (Мт 1:1-17), і цитує пророка Михея (Мх 5:1). Ірод послав мудреців знайти цю дитину. Але вдавши, що хоче вшанувати майбутнього царя, Ірод замислив убити його. Слідуючи за зіркою, мудреці прийшли до Вифлеєма, де знайшли малого Ісуса та піднесли месії три дари: золото, ладан та смирну. Попереджені віщим сном, що Ірод хоче вбити месію, мудреці покинули Єрусалим і повернулися додому, оминувши місто. На відміну від Луки, Матвій не згадує фактичного народження Ісуса, замість цього зосереджується на тому, що відбулось потім. Бог також попереджає Йосипа уві сні й каже йому покинути країну та втекти до Єгипту зі своєю дружиною Марією та дитиною (Мт 2, 13-15). Ось як Ісус уникнув гніву Ірода:
| " | Тоді Ірод, побачивши, що мудреці з нього насміялись, розлютився вельми й послав повбивати у Вифлеємі й по всій його окрузі всіх дітей, що мали менше, ніж два роки, згідно з часом, що пильно вивідав був від мудреців. (Мт 2:16) | " |

.
Після цього євангеліст цитує пророцтво Єремії, що виповнилось:
| " | Тоді справдилось те, що сказав був пророк Єремія: В Рамі чути голос, плач і тяжке ридання: то Рахиль плаче за дітьми своїми й не хоче, щоб її втішити, бо їх немає. (Мт 2:17-18) | " |

## Оцінка події
У той час як грецька літургія називає 14 000 убитих хлопчиків, а середньовічні автори припускають до 144 000 жертв, пізніші богослови (Джозеф Кнабенбауер, Август Біспінг) говорили лише про шість-двадцять дітей, убитих у біблійні часи через передбачуваний розмір міста Вифлеєм та заселеність його передмість.

## Інші перекази
Перша достовірна згадка нехристиянським автором про вбивство невинних дітей походить від Макробія (прибл. 395—436), у своїх Сатурналіях він писав:
| Дізнавшись, що серед малих дітей яких Ірод наказав убивати в Сирії, був також син Ірода і натякаючи на єврейський звичай утримуватися від свинини, Август сказав: Краще бути свинею Ірода, ніж його сином[3] | Оскільки похмурий жарт Августа не зустрічається в Євангелії від Матвія та Йосипа Флавія, здається, що Макробій отримав інформацію з іншого джерела. Він написав свою працю латинською мовою, але Август, ймовірно, вимовив речення грецькою мовою через гру слів: «Я волію бути свинею Ірода (hus), ніж сином Ірода (huios)». Деякі історики вважають, що єврейський псевдоепіграф «Успіння Мойсея», написаний на початку першого століття нашої ери, натякає на вбивство невинних.

## Ранішні сприйняття події

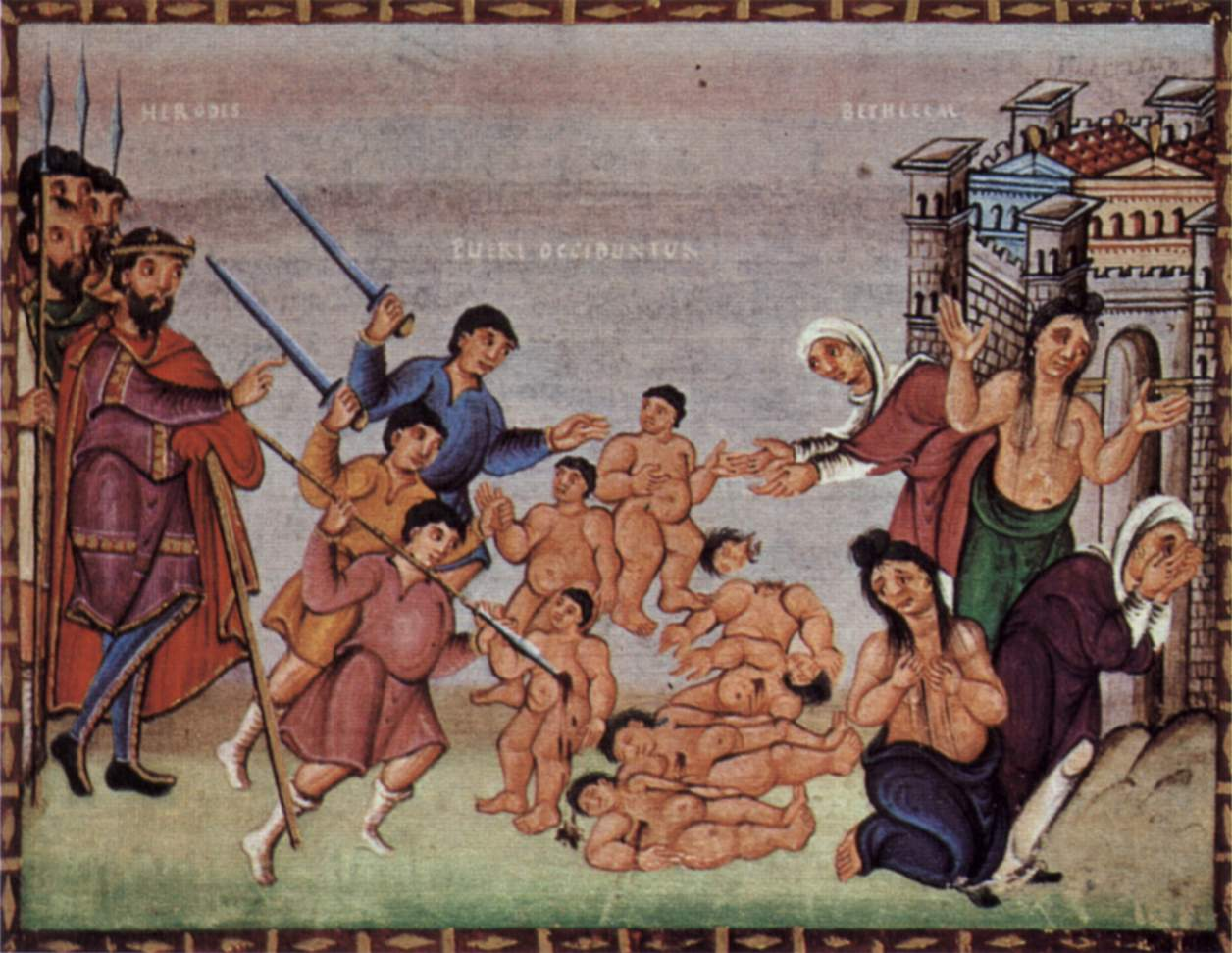
Побиття немовлят. Кодекс Егберті (Х ст.)

Найдавнішим свідченням сприйняття біблійної розповіді про побиття невинних у Вифлеємі є проповідь єпископа Оптатуса з Мілеве приблизно 360 року. Августина (†430) і Цезарія з Арля (†542), які також вихваляють дітей-мучеників, що були отримали привілей не тільки бути свідками Ісуса, але навіть померти за нього. Одне з найдавніших графічних зображень дітовбивства можна знайти в Кодексі Егберті (10 століття).

## Свято Святих Невинних немовлят, мучеників
Шановані як flores martyrum — первістки мучеництва, немовлята не віддали життя за Христа, але безсумнівно — це сталося через Нього. Вони перемогли світ і отримали корону мучеництва, не пізнавши зла світу цього, спокус тіла і підступів сатани. Католицька церква, Англіканська церква та Православна церква відзначають свято Святих Невинних немовлят, мучеників. У євангельському богослужебнику він значиться як особливий день пам'яті для церкви. Це свято з'являється в Веронському сакраментарії у 505 р. у літургійному календарі з Північної Африки. Свято сьогодні відрізняється в різних конфесіях:
- Католицька та Євангельська Церкви: 28 грудня
- Сирійська та Халдейська Церкви: 27 грудня
- Православні церкви: 29 грудня
- Англіканська церква: 1 грудня / 28 грудня